# Cozzo
Cozzo (Cos in dialetto lomellino) è un comune italiano di 333 abitanti della provincia di Pavia in Lombardia. Si trova nella Lomellina occidentale, a breve distanza dalla riva sinistra del Sesia.

## Storia
Il piccolo paese è l'antico municipio romano di Cuttiae, capoluogo della regione Cottuta, che secondo lo storico Strabone si spingeva fino a Pavia, e importante stazione di sosta su una delle più frequentate vie per le Gallie. Da qui si poteva raggiungere Torino, seguendo il corso del Po, per proseguire per il Moncenisio e la Provenza, oppure dirigersi verso Vercelli, Ivrea ed Aosta ed attraverso il Colle del Gran San Bernardo raggiungere la Borgogna. La sua fama come luogo di transito è documentata dal ritrovamento di una pietra miliare in granito, posta al tempo dell'imperatore Antonino Pio (I secolo d.C.), ma soprattutto dalle citazioni sui più famosi itinerari dell'antichità (Itinerario antonino, Vasi di Vicarello) e sulla tavola Peutingeriana, una copia medievale di un'antica carta della rete stradale romana. L'Itinerarium Burdigalense precisa che si trattava di una mutatio, cioè non di un luogo destinato alla sosta notturna ma solo al cambio dei cavalli, intermedio tra le mansiones, luoghi di sosta, di Lomello e Rigomagus (forse Trino).
Mentre l'esistenza di un castrum romano è ancora da provare, recenti studi sull'origine celtica di molti luoghi della Lomellina hanno evidenziato la presenza di un dun circolare ben visibile su carte catastali e militari del XVIII e XIX sec. nella zona a sud/est dell'abitato in prossimità della Chiesa parrocchiale; tali tracce proverebbero l'esistenza di un insediamento fortificato già prima della conquista romana.)
Nel medioevo fu conteso tra i conti palatini di Lomello e l'episcopato di Vercelli; nel 1164 passò sotto la dominazione di Pavia (è citato però solo nel 1191 nel relativo diploma di Enrico VI); questo però non risolse l'antica contesa che proseguì nel XIII secolo. Nel 1465 divenne signore di Cozzo il consigliere ducale Pietro Gallarati, signore di Candia Lomellina e di Sant'Angelo Lomellina; a lui riconfermeranno il feudo prima Francesco I di Francia (1516) e quindi Carlo V (1529). La signoria dei Gallarati (Gallarati Scotti dal 1729) durerà fino alla fine del feudalesimo (1797). Nel XVI sec. Cozzo risultava essere una stazione di posta come Mortara, Vigevano e Pieve del Cairo e nel XVII sec. visse anni duri segnati da pestilenze ed occupazioni di truppe: gli spagnoli nel 1657, gli austro-russi nel 1799 e austriaci nel 1821.  Cozzo, con tutta la Lomellina, entrò a far parte dei domini dei Savoia nel 1707, e nel 1859 fu incluso nella provincia di Pavia. Nel 1890 venne aggregata a Cozzo la frazione Celpenchio.

### Simboli
Lo stemma comunale è stato concesso con decreto del presidente della Repubblica dell'11 ottobre 1983.
La strada a ciottoli sulla troncatura ricorda quella che conduceva da Pavia alla Gallia quando Cozzo costituiva il centro della provincia romana Cottuta.
Il gonfalone è un drappo troncato di azzurro e di bianco.

## Monumenti e luoghi d'interesse

### Il castello

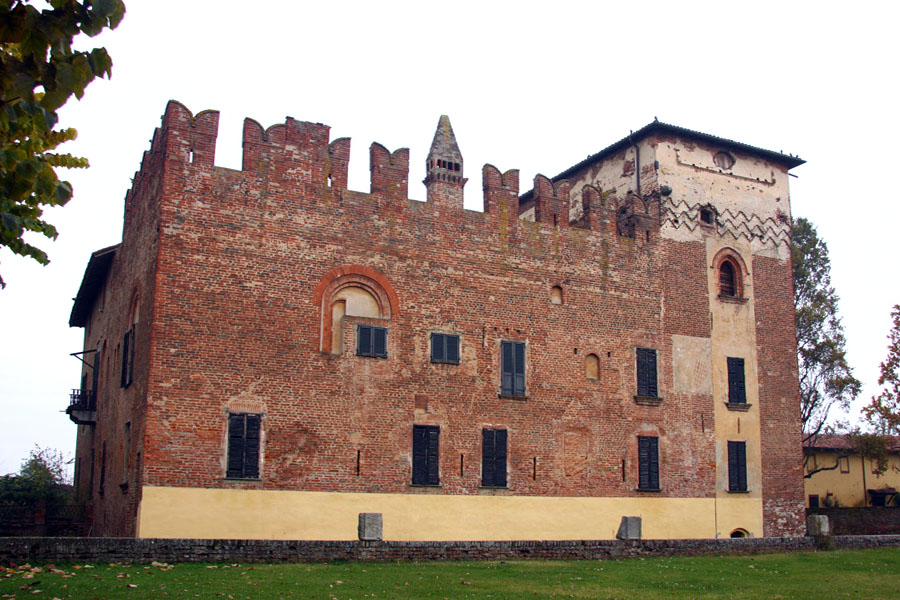
Il castello

Nel medioevo, per la sua posizione in prossimità del corso del Sesia, Cozzo fu dotato di un forte castello, ricostruito dai Milanesi nel 1214 e rifatto nel XV secolo, quando divenne possesso della famiglia Gallarati. In questa occasione fu dotato di due ponti levatoi, di un'alta torre, di una merlatura ghibellina, che ancora corona il fabbricato, e di numerosi abbellimenti interni come modanature in cotto ed affreschi a graffito. Ma i lavori non erano ancora terminati quando, nel settembre del 1499, il castello ospitò addirittura il re di Francia Luigi XII, che guidava il suo esercito verso Milano, di cui rivendicava il ducato come discendente dei Visconti. L'incontro fu talmente importante e solenne da essere documentato in un affresco nella sala maggiore del castello "avvincente e suggestivo, come testimonianza di un fatto storico e come specchio di vita". Vi sono raffigurati due cortei che si incontrano: da una parte il sovrano francese accompagnato dai cardinali Giorgio d'Amboise e Giuliano della Rovere scortati da soldati con lance ed alabarde, dall'altra una dama, Maria Roero, il marito Pietro Gallarati, feudatario di Cozzo, con altre dame e uomini di corte, nei fastosi abiti del tempo.
Il castello sorge nella zona periferica dell'abitato preceduto da un prato e dall'antico fossato; è stranamente più elevato rispetto ad altri castelli lomellini ed ancora coronato della merlatura ghibellina. Il torrione d'angolo presenta un bel motivo a dente di sega. Il torrione d'ingresso si caratterizza per una altezza inferiore rispetto ai corpi di fabbrica disposti attorno al cortile interno. Dal portone principale d'accesso, con i resti di un ponte levatoio, si accede all'area dell'antico ricetto. Da qui un altro ponte levatoio, ricavato nel rivellino con merli e caditoie, porta nella corte nobile dove si staglia in bella vista un pozzo in stile veneziano e da un lato un antico portico murato. La muratura è adorna di affreschi monocromativi a graffito con tralci di vite (simbolo araldico dei Gallarati) e alcuni stemmi fra cui quello dei Roero, casata cui apparteneva la moglie di Pietro Gallarati. La serie di sale che si susseguono attorno al cortile sono arredate con mobili d'epoca, una discreta quadreria ed alcune presentano ancora gli originali camini in pietra serena, i soffitti a cassettoni e i pavimenti di legno. Interessante il celebre affresco nonocromo della Madonna dell'Umiltà di scuola leonardesca.

## Società

### Evoluzione demografica
Abitanti censiti

## Infrastrutture e trasporti
La stazione di Cozzo, inaugurata nel 1872 e trasformata in fermata nel 1986, era posta lungo la ferrovia Castagnole-Asti-Mortara, chiusa al traffico dal 2012.